# Betthupferl (Hörfunksendung)
Betthupferl ist der Titel einer Kinderradiosendung vom Bayerischen Rundfunk.
Das Betthupferl wurde von der ersten Kinderfunk-Chefin des BR Candida Franck erfunden und bietet seit März 1948 Gutenachtgeschichten, die jeden Abend von 19:55 bis 20:00 Uhr auf Bayern 1 ausgestrahlt wurden. Seit dem 2. Februar 2015 ist die Sendung zudem auf BR Heimat zu hören. Seit dem 1. Januar 2019 läuft das Betthupferl nicht mehr auf Bayern 1, sondern um 18:53 Uhr auf Bayern 2 und dort nur noch von Montag bis Samstag.
Die Geschichten werden von Montag bis Samstag in Wochenserien erzählt. Bekannte Erzählungen sind unter anderem: „Kater Calogero“ von Ulrike Klausmann, „Herkules, die Zirkusflöhin“ von Kilian Leypold, „Fanny und Klee“ von Silke Wolfrum, „Dienstags bei Oma Otto“ von Olga-Louise Dommel, „Maus Charlotte von Huglfing“ von Petr Chudozilov, „Hexe Hortense“ von Werner Färber, „Maggamatsch und Mumpali“ von Stephan Geesing, „Lilli-Geschichten“ von Manuela Mechtel und „Der Simon und sein Bazi“ von Thomas Schmid.
In den ersten zwanzig Jahren wurden im Betthupferl meistens Märchen oder kleine Gedichte vorgelesen. Dazu gab es Musik vom Kinderchor des Bayerischen Rundfunks. Von 1952 bis 1971 wurde es von Schauspielerin Adele Hoffmann gesprochen. Ab 1970 war die Schauspielerin Monika Schwarz mehr als 40 Jahre alleinige Sprecherin der Gutenachtgeschichten. Seit dem 12. September 2011 werden die kleinen Geschichten auch von männlichen Schauspielern gesprochen, z. B. von Axel Milberg, Stefan Wilkening, Stefan Merki, Nico Holonics.
Samstags wird das Betthupferl in Mundart ausgestrahlt (seit 2011 zunächst sonntags). Hierbei wird eine Geschichte aus einem bayerischen Regierungsbezirk im entsprechenden Dialekt erzählt. Diese Mundartausgaben werden von „Muttersprachlern“ der jeweiligen Mundart geschrieben und auch gesprochen. Die Autoren dieser Mundart-Betthupferl kommen unter anderem aus dem Bereich Hörfunk, Literatur, Kabarett und Puppenspiel.